# Економски факултет Универзитета у Источном Сарајеву (Брчко)
Економски факултет Брчко (ЕФБ)  је високообразовна установа са сједиштем у Брчко дистрикту БиХ у саставу Универзитета у Источном Сарајеву, једног од два државна универзитета у Републици Српској.
Студиј на Економском факултету Брчко је организован на студијском програму Економија, и у два циклуса: 
1. Први циклус, 8 семестара, 240 ECTS бодова
2. Други циклус, 2 семестра,  60 ECTS бодова

На Економском факултету Брчко тренутно студира 260 студената на првом циклусу и 60 студената на другом циклусу студија. Од оснивања Факултета звање дипломираног економисте стекло је 2357 студената.
Економски факултет Брчко је акредитован од стране државне Агенције за развој високог образовања и обезбјеђивање квалитета.
Декан Економског факултета је проф. др Лазар Радовановић.

## Историјат
Одлуком Скупштине општине Брчко, 23. септембра 1976. године је основан Економски факултет. Факултет је након оснивања припадао прво Универзитету у Сарајеву, па Универзитету у Тузли а од 1992. године је у саставу Универзитета у Источном Сарајеву. У почетку је четверогодишњи студиј био организован на смјеру Управљање пословним процесима, а од 2000. годинеуводе се се три смјера: Менаџмент, Рачуноводство и финансије и Пословна информатика. Од 2004. је организован постдипломски студиј на два смјера: Менаџмент у рачуноводству и ревизији и Менаџмент и предузетништво. Академске 2011/2012. уводи се други циклус студија на 3 студијска програма: Економско планирање и развој, Менаџмент и маркетинг и Финансијски и банкарски менаџмент.
Наставници и сарадници Факултета у протеклим годинама објавили су преко педесет књига и монографија из области економије, менаџмента, информатике, статистике, рачуноводства, пословних финансија и сродних области. На Факултету се редовно издају зборници радова наставника и сарадника и научни часопис. Урађен је и велики број научних и стручних пројеката, студија, елабората и инвестиционих програма којима је значајно унапређиван развој привреде и друштвених дјелатности ширег подручја и Босне и Херцеговине у цјелини.

## Организација Факултета
На Факултету је запослено 11 наставника и 4 сарадника у сталном радном односу. 
У наставном процесу ангажовано је и 5 наставника и два сарадника који су стално запослени на факултетима Универзитета у Источном Сарајеву, као и 5 хонорарних наставника. У администрацији и на техничким пословима има 14 запослених.
Факултет располаже библиотеком и читаоницом, информатичким кабинетом, лабораторијом за учење енглеског језика и Центром за научно-истраживачки рад, са савременом рачунарском  и другом опремом.
Поред научне и наставне активности, Економски факултет Брчко склопио је споразуме о сарадњи са партнерским институцијама  из земље и иностранства са циљем размјене искустава и знања, мобилности студената, реализације студентске праксе и др. Неке од тих партнерских институција су: Business School Zhejiang Wanli University (Ningbo, China); Universitas Indonesia-The Republic of Indonesia; Народна Банка Србије, Београд, Република Србија; Регулаторна агенција за комуникацију Босне и Херцеговине, Сарајево, БиХ; Брчко дистрикт Босне и Херцеговине – Канцеларија градоначелника.

## Образовна дјелатност
На студијском програму Економија на  Економском факултету Брчко студиј је организован у два циклуса: први циклус -основни студиј у трајању од 4 године и други циклус-мастер студиј  у трајању од 1 године.
Први циклус (основни студиј– 240ECTS бодова) траје четири године, након чега се стиче диплома и назив дипломирани економиста. На првом циклусу студија постоје два смјера: Рачуноводство и финансије и Менаџмент.
Студенти прве и друге годинеосновног студија прате наставу и полажу испите из заједничких наставних предмета, а након стицања услова за упис треће године студија могу се опредијелити за један од два смјера.
Други циклус (мастер студиј-60 ECTS  бодова) траје једну годину,  након чега се стиче звање мастер економије. Мастер студиј обухвата два студијска програма: Менаџмент и маркетинг  и  Финансијски и банкарски менаџмент. На други циклус – мастер студије могу се уписати кандидати који су завршили први циклус студија из истог научног поља и стекли 240 ECTS  бодова.
Наставни планови и програми оба циклуса студија се континуирано иновирају.
На основу прописа предвиђених Болоњском конвенцијом, студенти Економског факултета Брчко имају могућности да користе програме мобилности попут програма ERASMUS, TEMPUS, CEEPUS, те да им се испити положени на факултетима предвиђеним програмом мобилности у потпуности признају.